# 京王れーるランド
京王れーるランド（けいおうれーるランド）は、東京都日野市にある鉄道保存施設・博物館。京王動物園線多摩動物公園駅に隣接し、京王電鉄が運営する。
京王電鉄・京王バスの保存車両や資料などが展示されているほか、両社の各種イベント会場としても使用されている。

## 旧施設

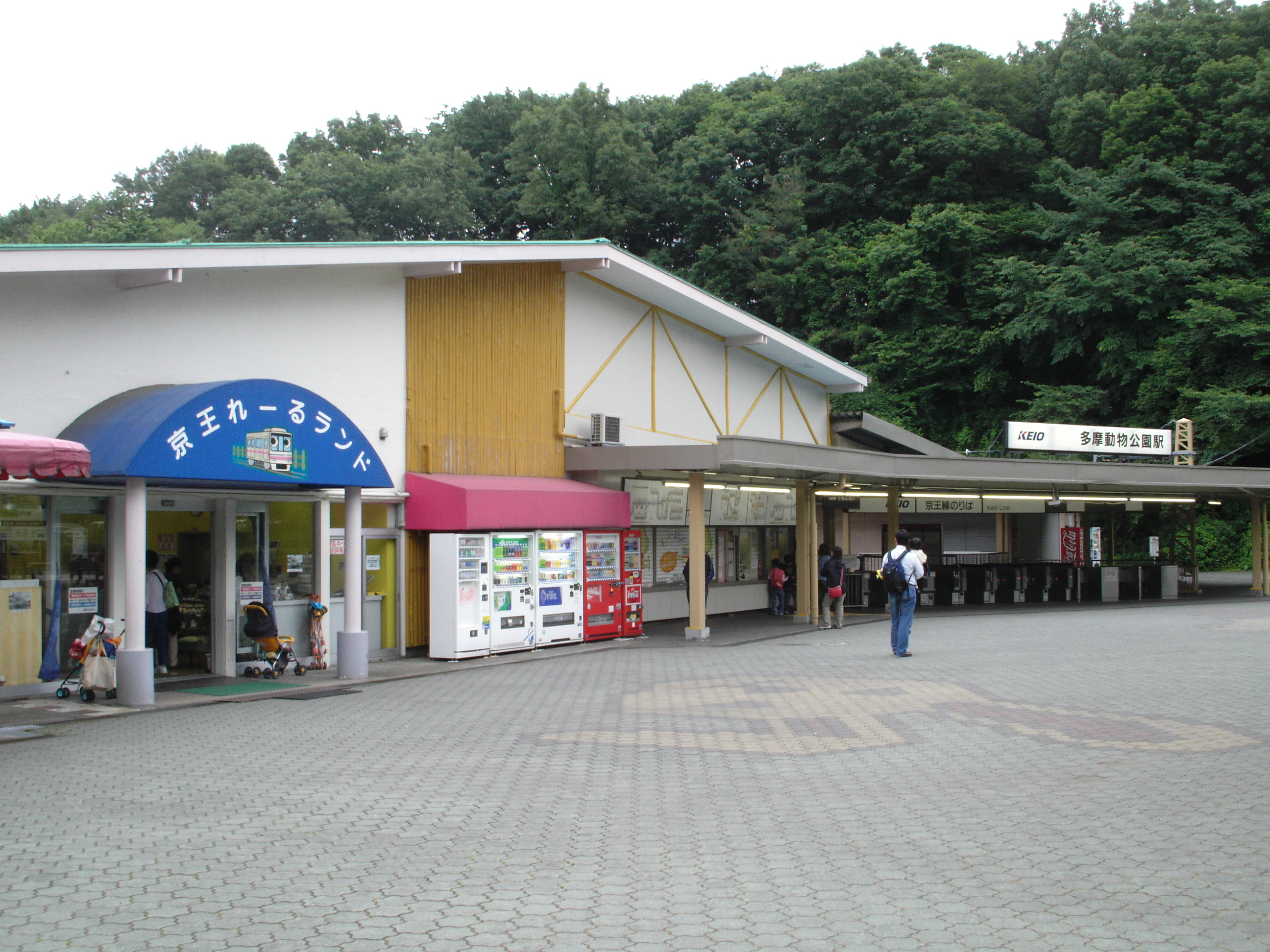
旧施設の外観
（2006年6月3日撮影）

2000年3月24日開業。多摩動物公園駅の駅舎に併設された展示施設として運営されていた。この施設は多摩都市モノレール開業に伴う乗客減を補う施策の一つとして、京王電鉄社員の手作りで準備されたものである。
館内には京王電鉄の電車のNゲージ鉄道模型を運転できるジオラマ（レイアウト）や、カーペット敷きのスペースで遊べるプラレールのコーナーが設置され、過去の行先板・駅名板・乗車券等が展示されていた。Nゲージの運転装置は実際の京王電鉄の車両で使用していた運転台機器を利用したワンハンドル式とツーハンドル式で、来館者が有料で操作できた。一部にはCCDカメラの画像を映すディスプレイがあった。
旧施設は入場無料で、営業時間 9:30 - 17:30、水曜定休（水曜日が祝日の場合は翌日）として運営されていた。館内では「京王れーるランド」限定品を中心とした鉄道グッズが販売されたが、通信販売は行われなかった。
新施設へのリニューアルに伴い、2013年8月25日に営業を終了した。

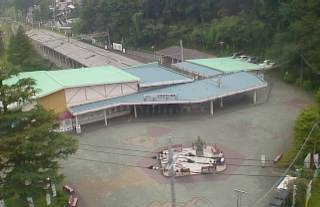
多摩動物公園駅前広場 （2003年7月21日撮影）
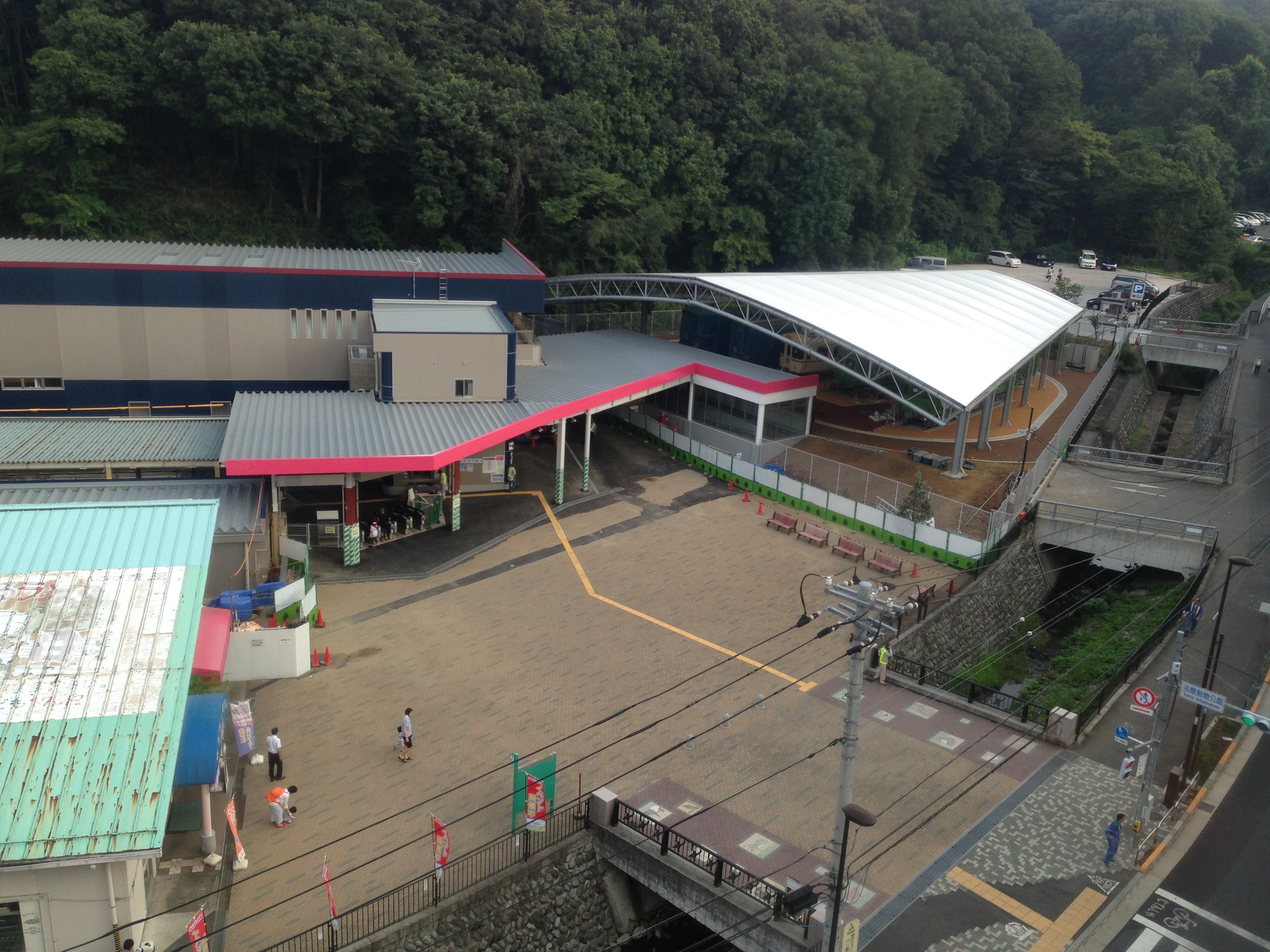
建設中の新施設 左下の建物が旧施設 （2013年8月13日撮影）
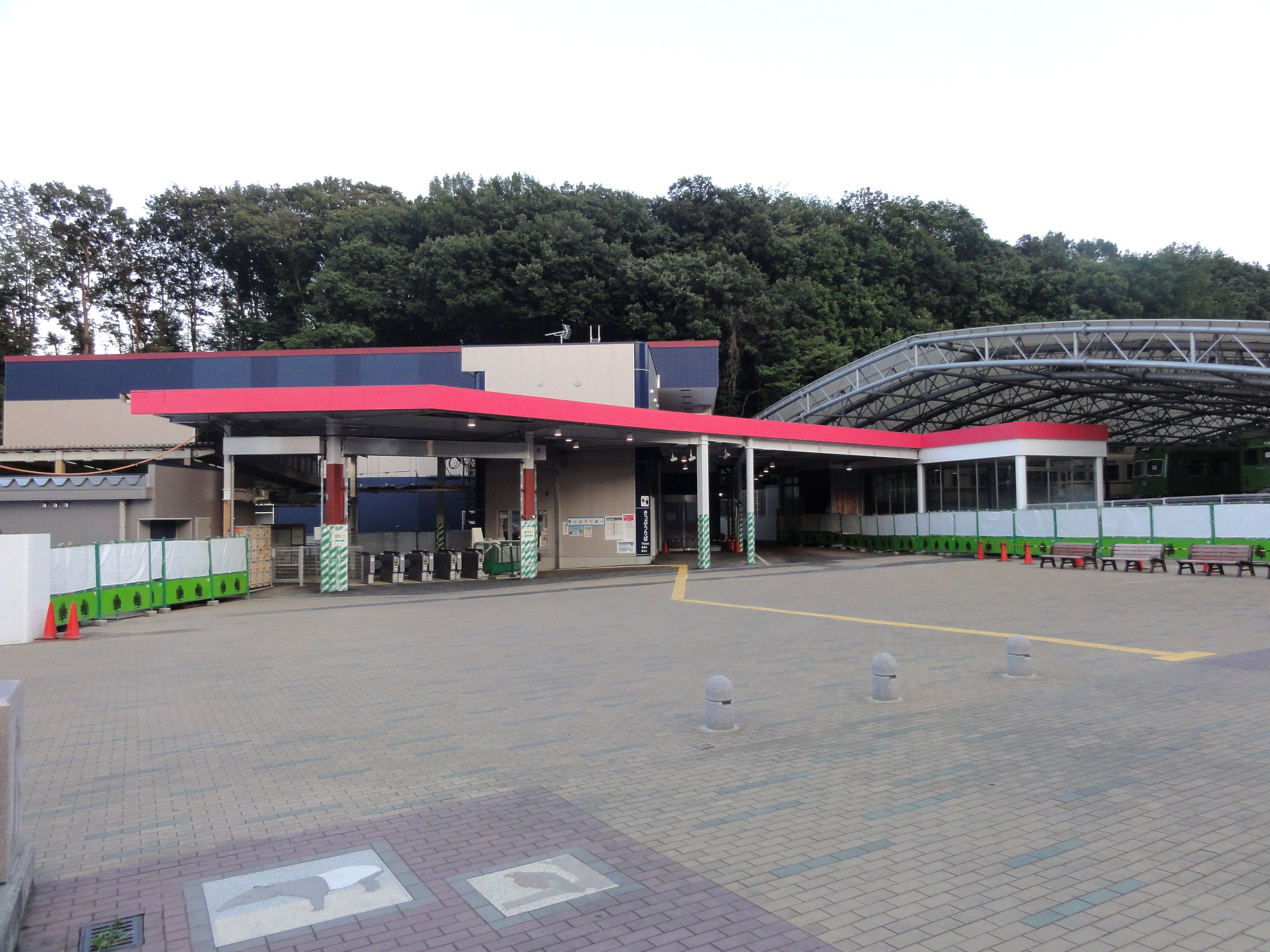
旧施設営業終了直前の駅前 （2013年8月14日撮影）

## 新施設

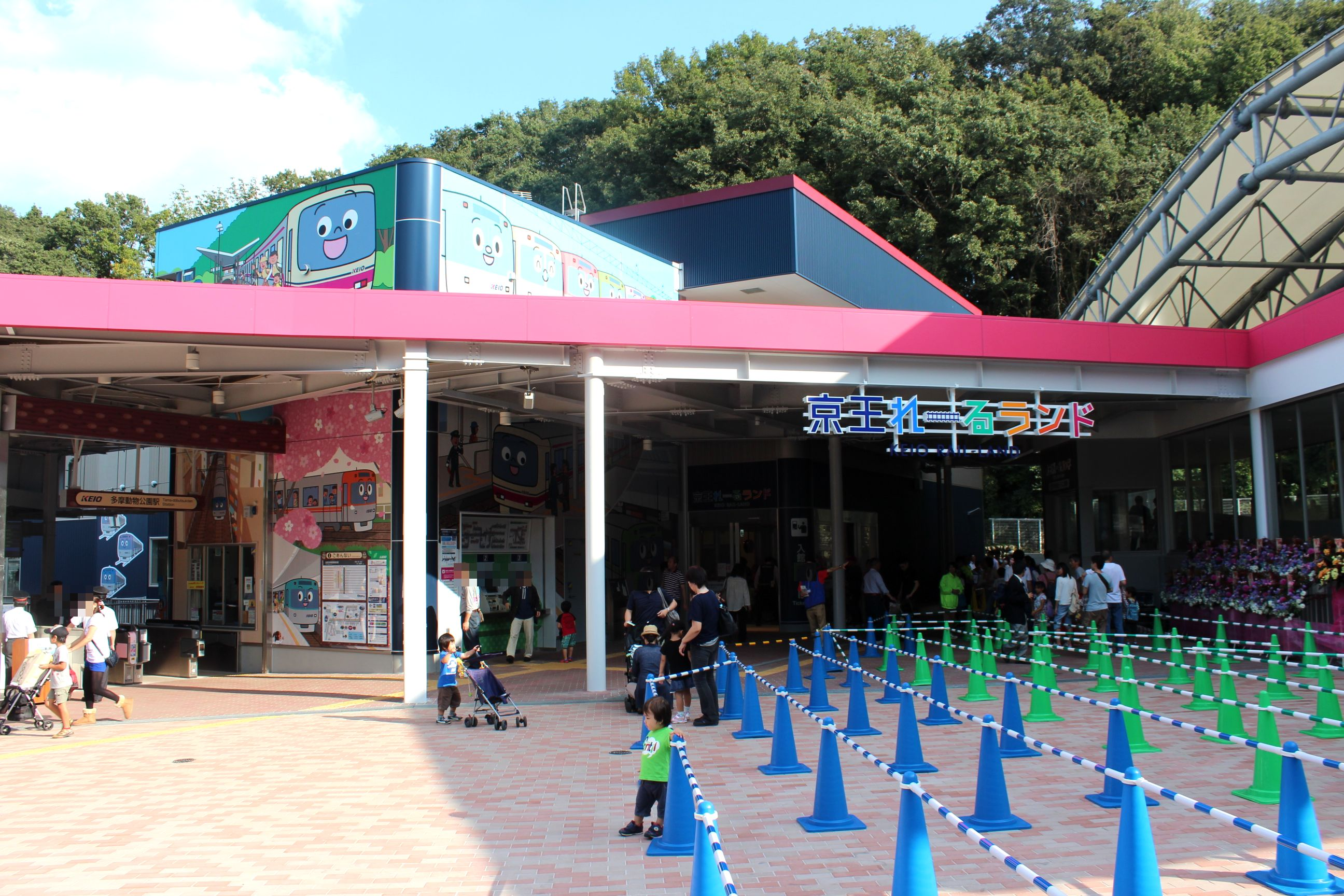
新施設の外観
（2013年10月12日撮影）

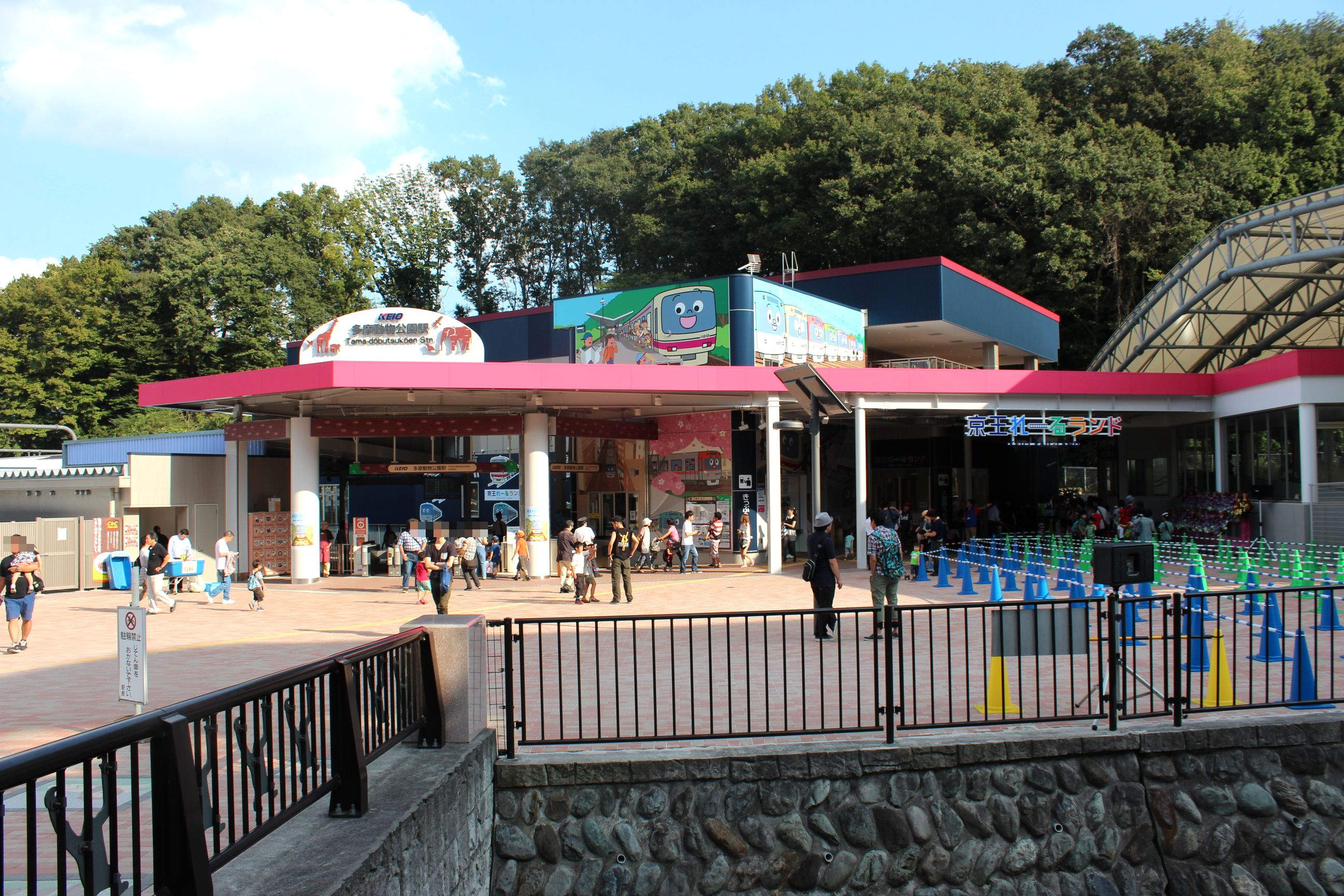
新施設開業直後の駅前
（2013年10月12日撮影）

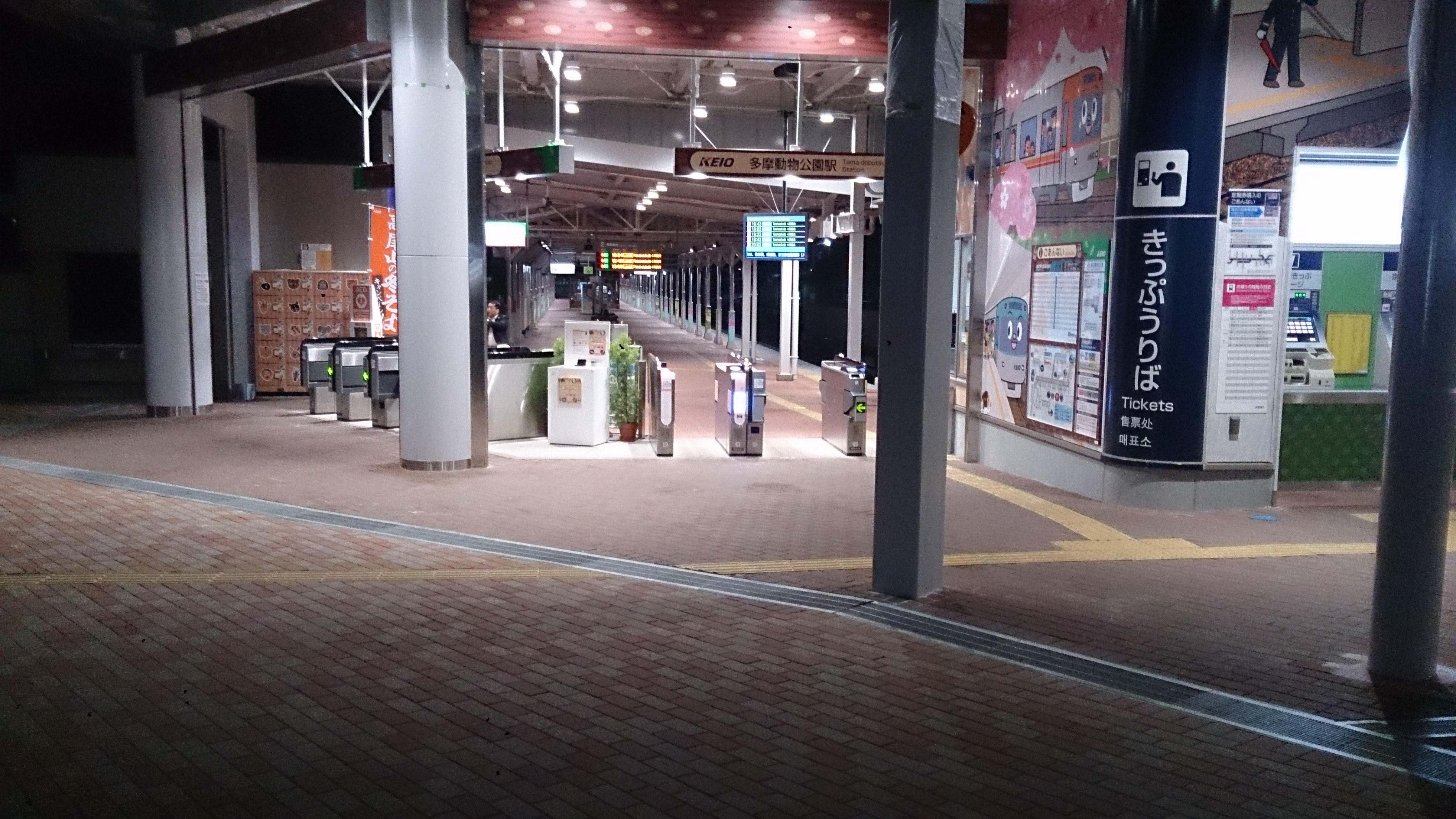
キャラクターが描かれた駅改札
（2014年2月28日撮影）

「京王の電車・バス100周年記念事業」の一環として、2013年10月10日にリニューアルオープンした。京王電鉄・京王電鉄バスの前身である京王電気軌道は、1913年（大正2年）4月15日に笹塚 - 調布間で京王線を開業、同日より未成区間の新宿 - 笹塚、調布 - 府中 - 国分寺で乗合バスの運行を開始した。2013年に京王の電車・バスが開業100周年を迎えたことを記念して様々な行事が行われたが、この記念事業の目玉の一つとして旧施設をリニューアルしたものである。
リニューアルにより施設は大幅に拡大され、家族連れを主な対象とした屋外車両展示場を含む2階建ての施設に改装された。エントランスには京王電鉄のマスコットキャラクター「けい太くん」「いのかしら7きょうだい」が描かれた。イベントなどでは「けい太くん」の着ぐるみが登場することもある。
またリニューアルと同時に有料化され、入場料は250円（3歳以上）となった。入場券の券売機は京王電鉄の自動券売機、入場ゲートは自動改札機が使用されている。なお、運転体験シミュレータ、HOゲージジオラマの運転、ミニ電車の乗車は、入場料とは別料金となる。運転体験シミュレータは1回300円、HOゲージのジオラマ運転は1回5分100円、ミニ電車の乗車は1回100円。
2014年2月22日には、来館者10万人を突破した。
2014年10月10日、旧施設の跡地に「ギフトショップ たまどう」がオープンした。京王電鉄の駅売店などを運営する京王リテールサービス（現：京王ストア）が運営し、食品や飲料、京王電鉄のグッズのほか、JR東日本の鉄道グッズ（主に新幹線グッズなど子供向けのもの）、多摩動物公園の土産物や動物のぬいぐるみなどを販売している。また京王9000系型の記念写真自動撮影機が設置されたが、これは「HUGHUG SHOP」にリニューアル後も引き継がれている。
2018年3月13日、旧施設の跡地に「京王あそびの森 HUGHUG」が開業した。また「ギフトショップたまどう」も合わせてリニューアルし「HUGHUG SHOP」となった。同施設と京王れーるランドは「キッズパークたまどう」として一体的に運営されることとなり、合わせて京王7000系「TAMA ZOO TRAIN」の車体装飾がピンク色の「キッズパークたまどう」ラッピングに変更された。
2018年10月11日、リニューアルオープン5周年企画として「京王れーるランドアネックス」がオープンした。延床面積94.5m2。アネックス開館に伴い、本館入口にあったミュージアムショップが移設・拡充された。

### 1階

#### 6000系運転シミュレータ
- 6000系クハ6722カットボディの先頭部と、かつて乗務員教育に使われていた研修ソフトを使用した運転体験シミュレータがある。
- 150インチの大画面で、難易度は初級・中級・上級の3段階を選べ、運転区間の制限はあるものの、晴・雨・雪などの全14通りのパターンを楽しめる。
  - 上級では回生失効が発生する場合があり、これが発生するとブレーキが非常に効きづらくなる。
- かつての保安装置（ATS）での運転体験ができる。
- 2024年のリニューアル以降、館内の券売機で時間を選択し、予約する方式となっている。
- 京王電鉄OBの元運転士に、運転操作などを教えてもらうことができる。
- この運転シミュレータは、京王れーるランドで勤務している社員によって監修されている。

#### 小型運転体験シミュレータ
- 京王電鉄の現行車両（京王線9000系、8000系、井の頭線1000系）の運転体験ができる。
- こちらは現行の保安装置「京王ATC」での運転体験となる。

#### 6000系車掌体験コーナー

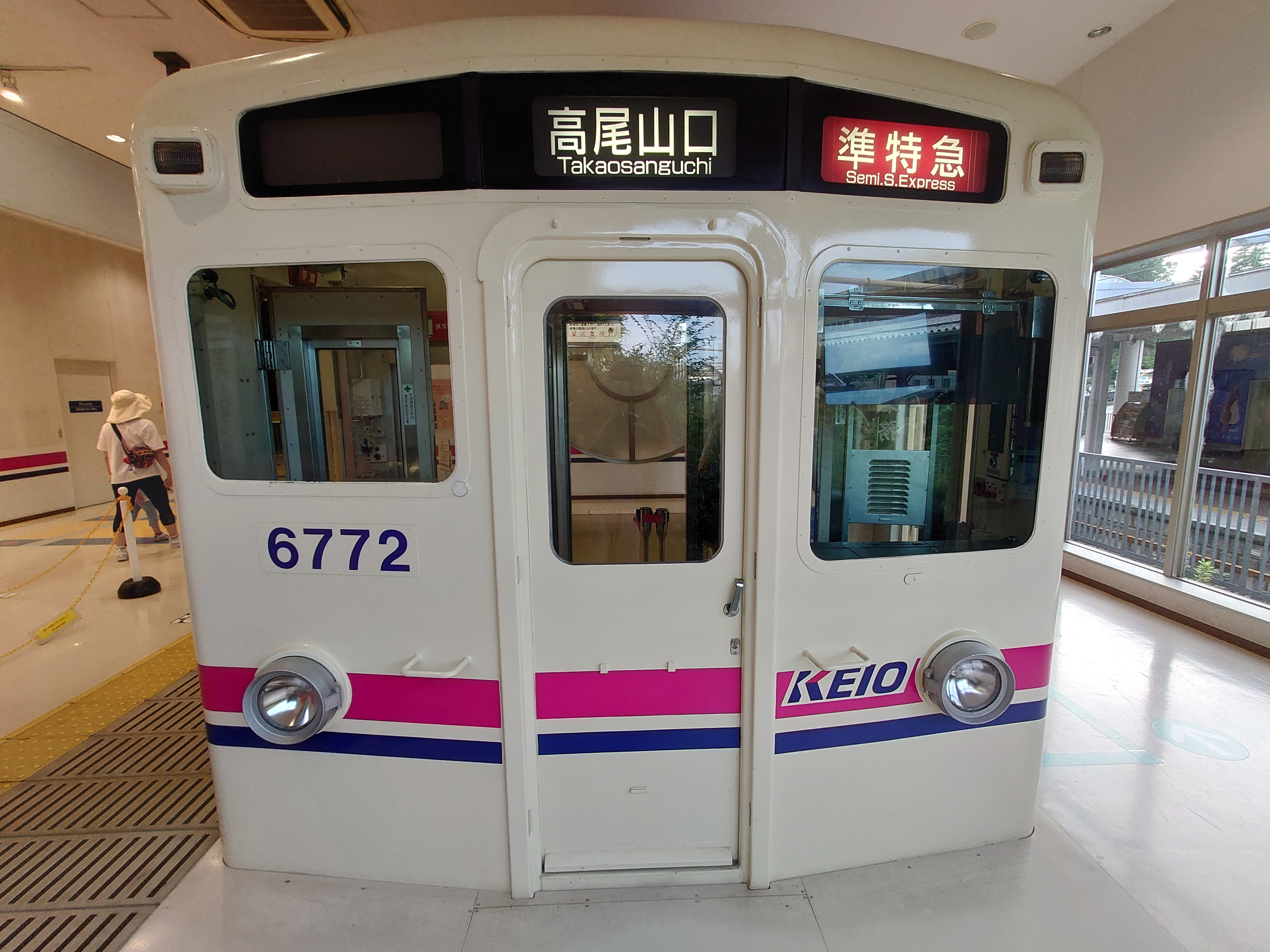
6000系クハ6772のカットボディ（2023年9月10日撮影。）

- 6000系クハ6772カットボディの先頭部は、車掌体験ができるコーナーとなっており、ドアの開閉操作や車内放送（コロナウイルスの影響でしばらく休止、現在体験可能）が体験できる。
- 実物の鉄道部品を用いて電車の仕組みが学べるコーナーがある（パンタグラフ、車輪・モーターなど。方向幕を回す機械は使用停止中）。

#### HOゲージジオラマ
- 多摩動物公園や高尾山、京王聖蹟桜ヶ丘SCなど、京王沿線の街並みを再現したHOゲージのジオラマ（レイアウト）がある。
- 実際の京王電鉄の車両で使用していた運転台機器を利用したワンハンドル式とツーハンドル式で、来館者が運転できる。
- ジオラマ上では、京王線・井の頭線の現役車両や引退車両、検測車「DAX」が走行する。

#### バス展示

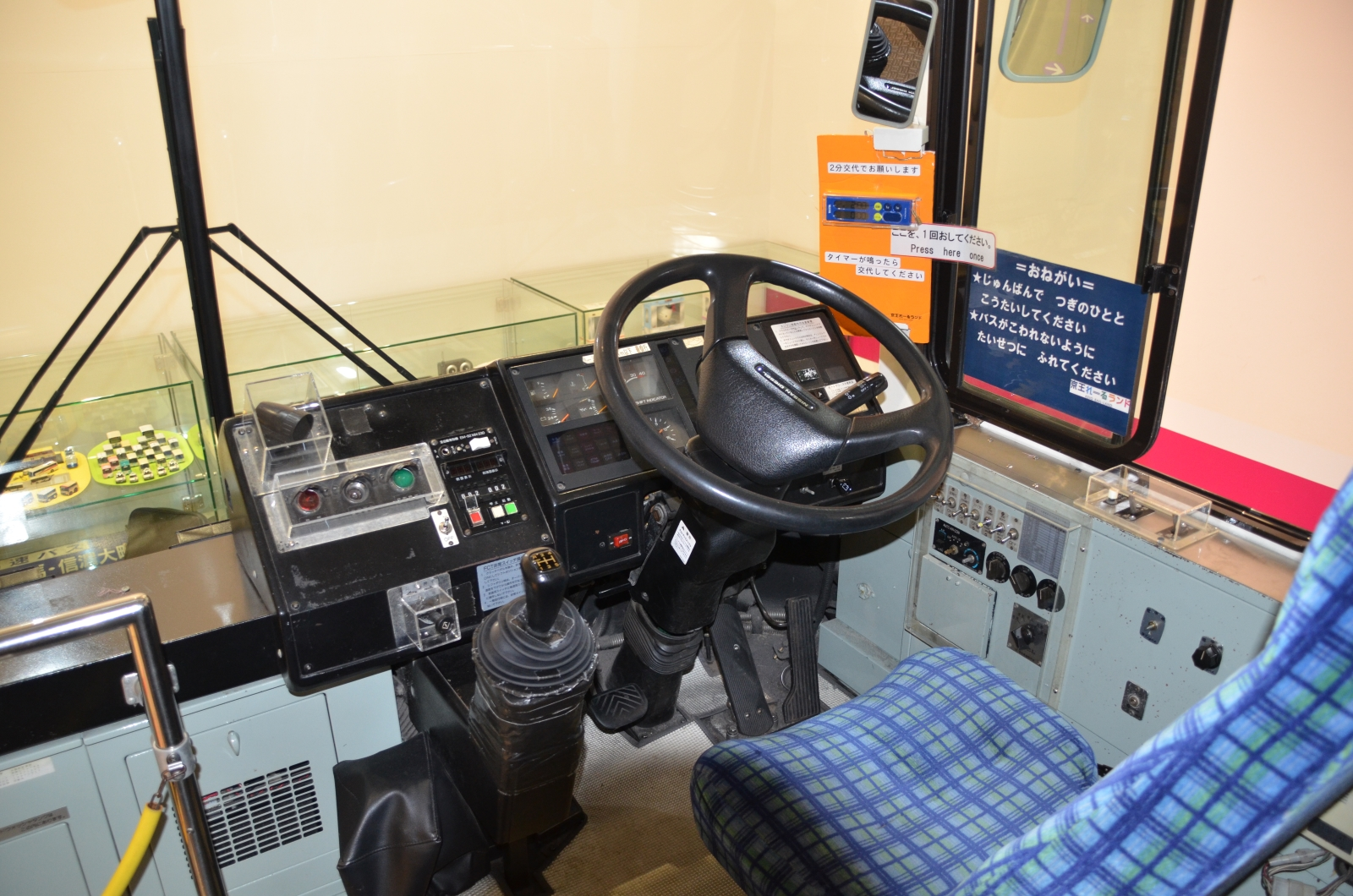
バス展示車両の運転席（2016年11月17日撮影）

- 超低床型小型バス「日産ディーゼル KC-RN210CSN型」が展示されている。
- 日産ディーゼル・RNは、京王帝都電鉄と日産ディーゼル工業（当時）が共同開発した小型バスで、車椅子で乗降可能なスロープ付小型ワンステップ路線バスとして日本で初めて開発・導入され、京王バスで活躍した車種である。2012年までに全車引退したが、保存されていた1台がリニューアルオープン時に新たに展示された。
- 展示車両は永福町営業所に在籍していたD79784号車（1997年式、富士重工業製車体）で、京王特注のいわゆる「京王マスク」と呼ばれる車体を架装した車両である。車両の詳細については、日産ディーゼル・RN/EN#RN（ワンステップ路線バス）を参照。
- 車内では運転席に座ることもでき、ハンドルや運転機器を操作することが可能。また降車ボタンを押すと光る。
- 車体後部は透明になっており、リアのエンジンを見ることができる。
- バス方向幕の行先表示は定期的に変更され、実際には運用に入ることが稀であった系統が表示されることもある。
- リニューアルオープンとともに展示開始されてから1年ほどは、当時実際に運行していた路線バスが装着していた「京王の電車・バス100周年」記念バスマスクを付け、車内には京王バスの歴史を解説する「京王バス100周年ギャラリー」ポスターが掲示されていた。その後も車内装飾は定期的に変更されている。

### 2階

#### アスれーるチック
- 鉄道施設をイメージした幼児向け遊戯施設。鉄道系博物館史上では初の設置で、ボールプールやトランポリン、滑り台などがある。
- 2014年10月10日からは面積を約1.5倍拡張し、新たな遊具が設置された[9]。

#### プラレールコーナー
- 京王線・井の頭線のプラレールを使って自由に遊べるコーナー。鉄道系博物館では日本最大級の面積となる。
- 2014年10月10日からは、従来の10区画から13区画に拡大された[9][16]。

#### クイズステーション
- 「京王電鉄社員からの挑戦状!」として、京王電鉄に関するクイズが出題され鉄道について学べる。
- 京王れーるランドアネックス開業と共に本館もリニューアルを実施し、「アスレールチック」拡張に伴い無くなった。

#### コレクションギャラリー
- 京王の歴史に関する資料を展示する。過去の制服や行先表示板などが展示されている。
- イベントなどに合わせて特別コレクションも展示する[17]。

#### 休憩コーナー
- 温かい食べ物やソフトドリンクの自動販売機、アーケードゲーム「電車でGO!」の筐体などがある。
- 「電車でGO!」は、京王れーるランドアネックスにも設置された[18]。

### 屋外展示場

#### 鉄道車両展示

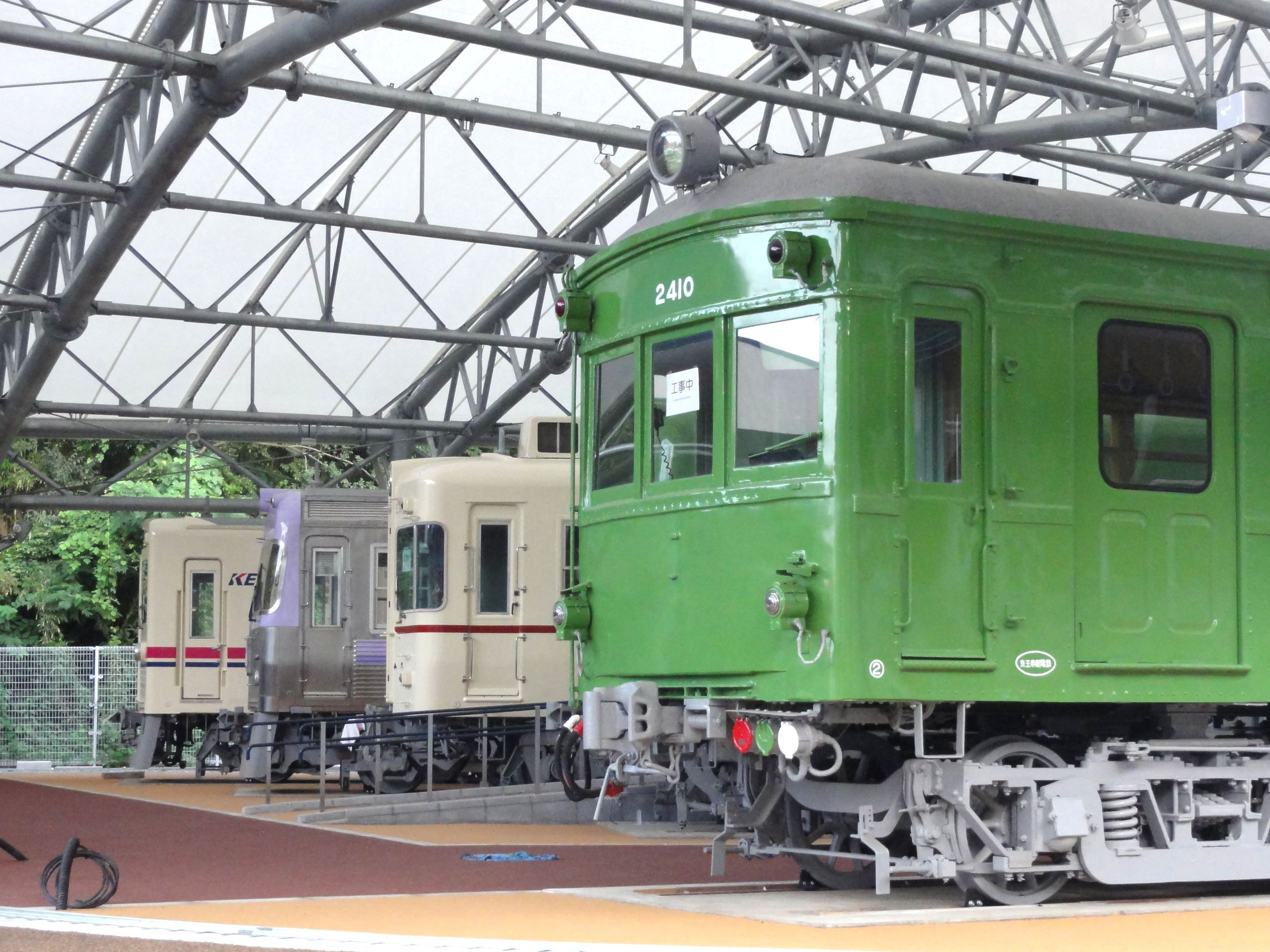
鉄道車両展示

- 京王電鉄（新造時は2400形以外は京王帝都電鉄）の電車の保存車両が5両展示されている。

1. 京王電気軌道2400形デハ2410
2. 2010系デハ2015（グリーン車）
3. 初代5000系クハ5723
4. 3000系クハ3719（井の頭線・バイオレット）
5. 6000系デハ6438（CI塗装。解説板には6420号車として入線したという記載がある）

- 新施設での展示に備え、2013年4月に京王資料館などから展示車両が搬入された[19]。
- デハ2410は1998年まで多摩動物公園駅前に展示されていたが、1990年から2013年まで京王資料館に収蔵されており[20][21][22]、新施設開設に伴って多摩動物公園駅前に里帰りしたことになる。公開までの経緯は京王電気軌道400形電車#保存・公開を参照。
- デハ2410は非常に古い車両のため、立ち入りが一部禁止されている。2015年1月にはデハ2015の運転台を公開した[23][24]。
- クハ3719とデハ6438は倉庫代わりとして使われているため、車内への立ち入りができない。
- 展示車両にはイベントなどに応じ、各種ヘッドマークが装着されることもある[25][26][27][28][29][30]。
- デハ6438は、2023年3月11日より、登場時の臙脂色に塗り替えられた。このため、スカートが外された状態で展示されることがある。

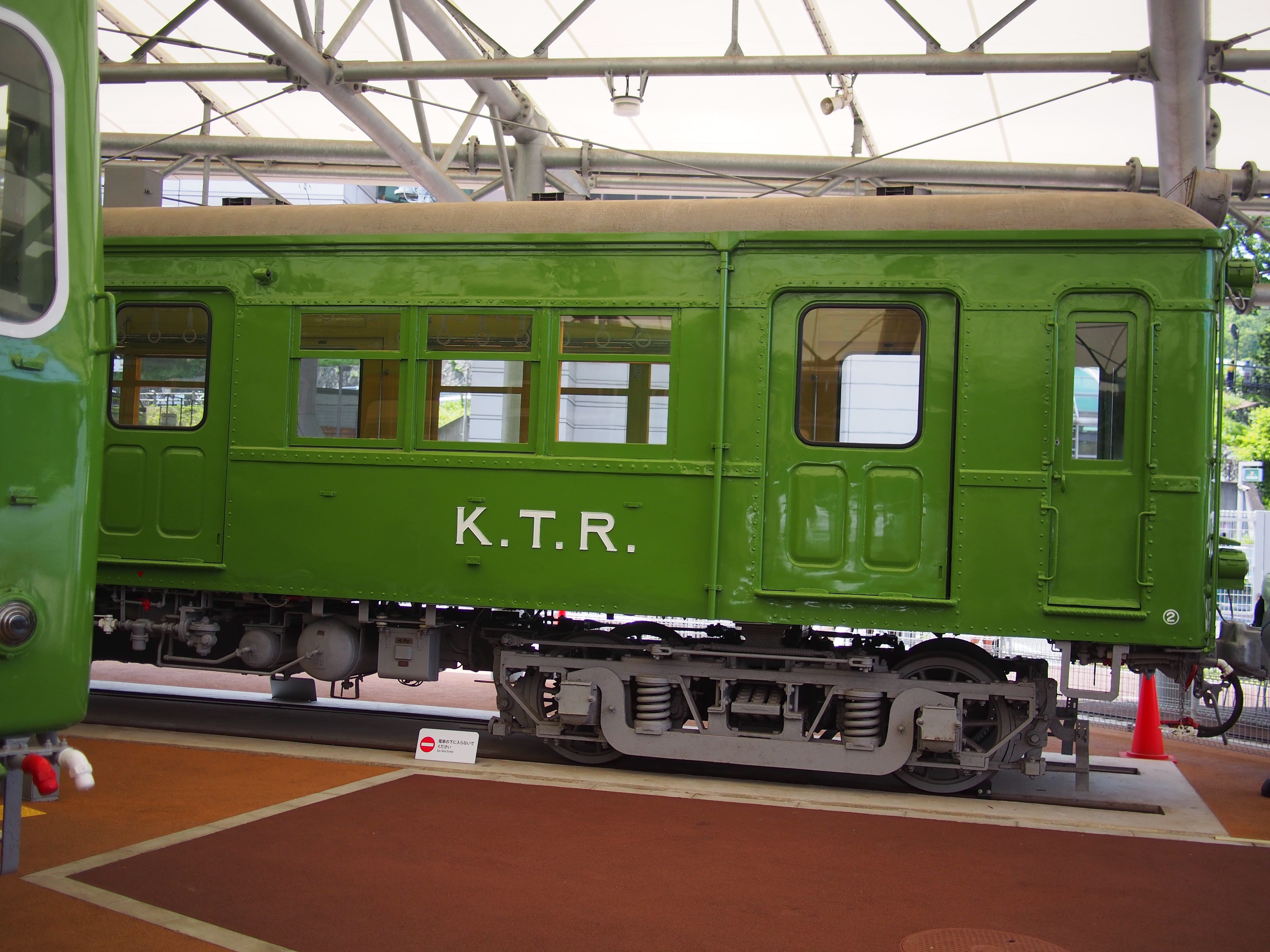
2400形デハ2410
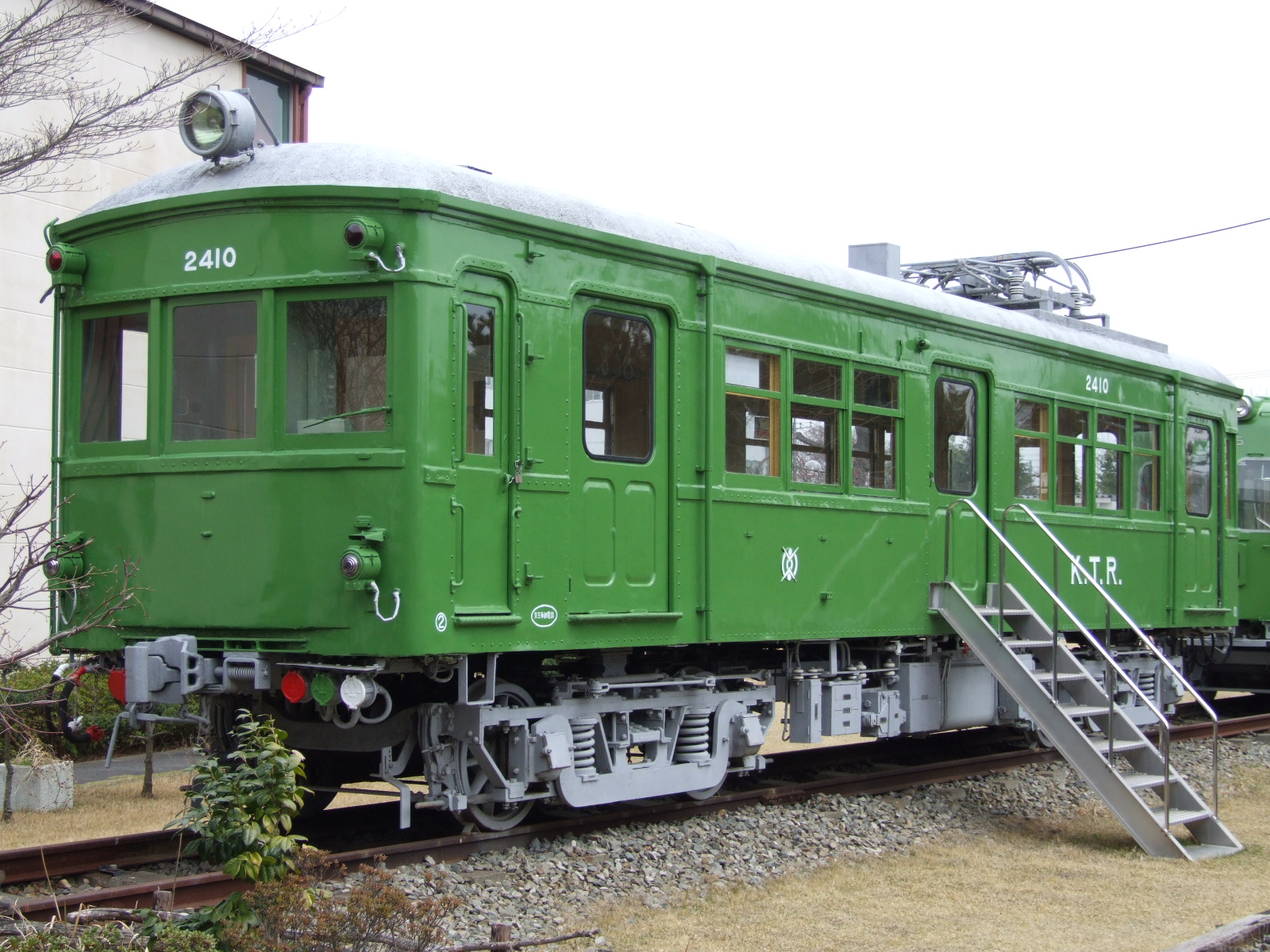
京王資料館所蔵時代の2400形デハ2410
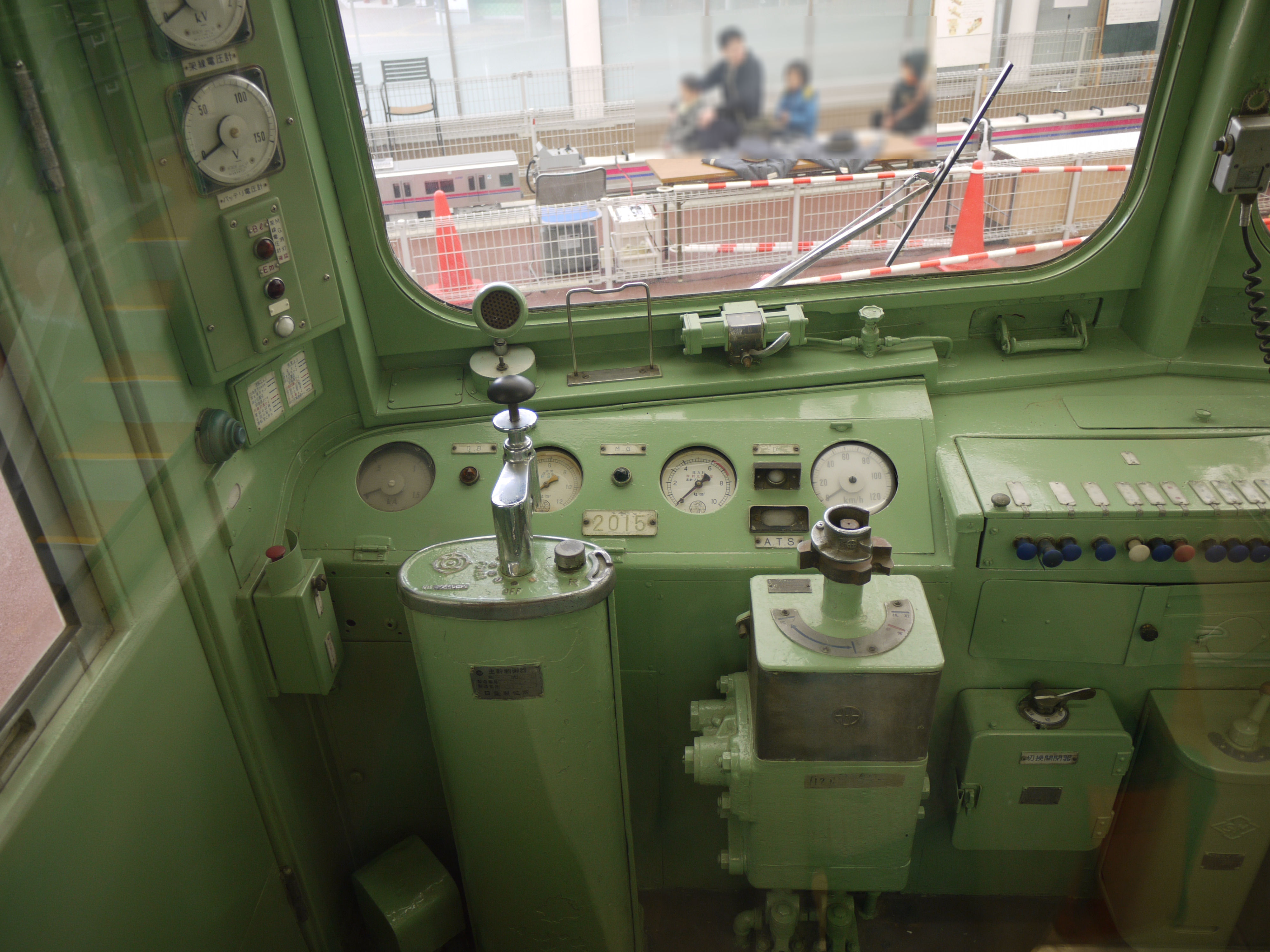
2010系デハ2015の運転台
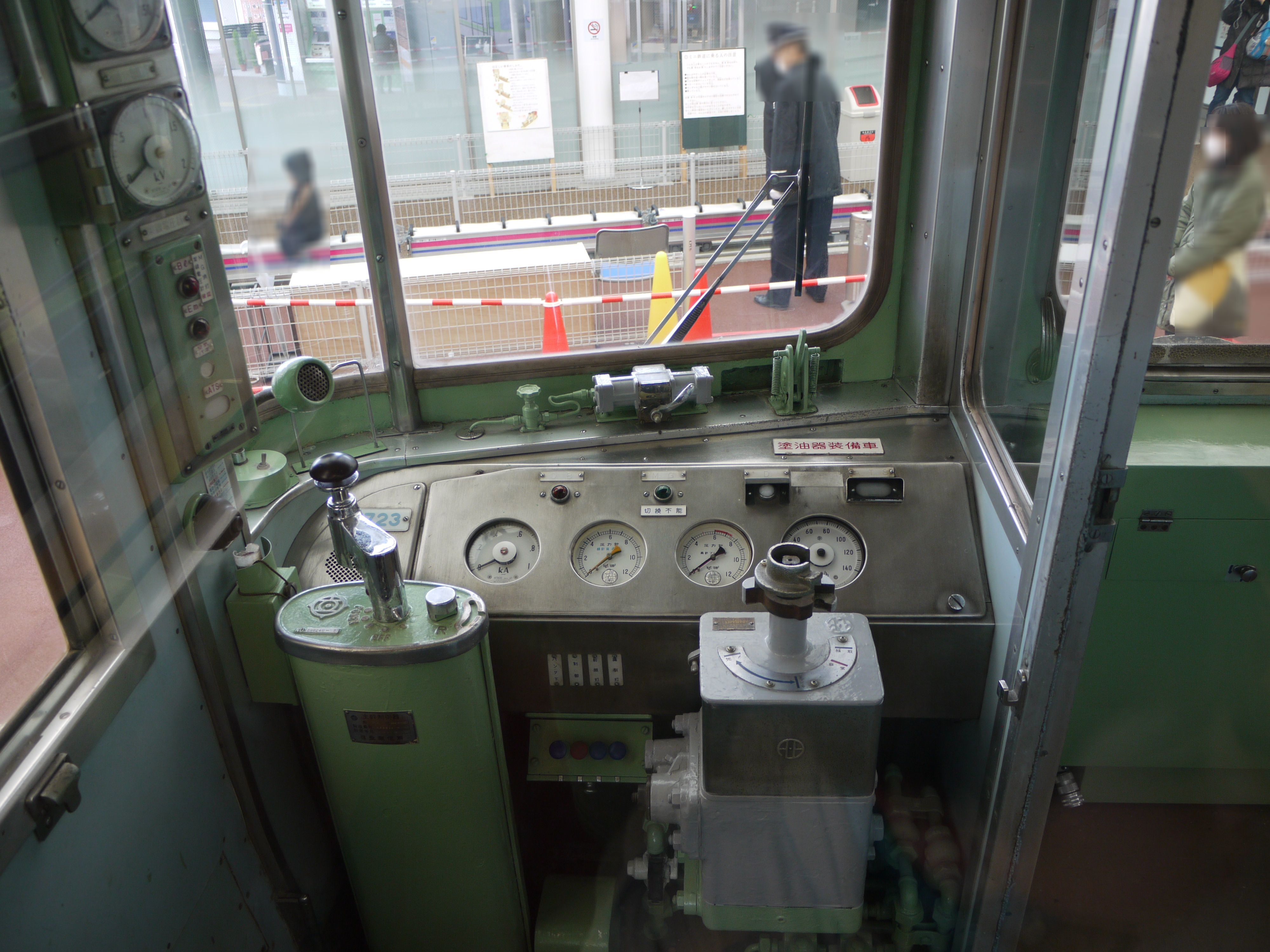
初代5000系クハ5723の運転台
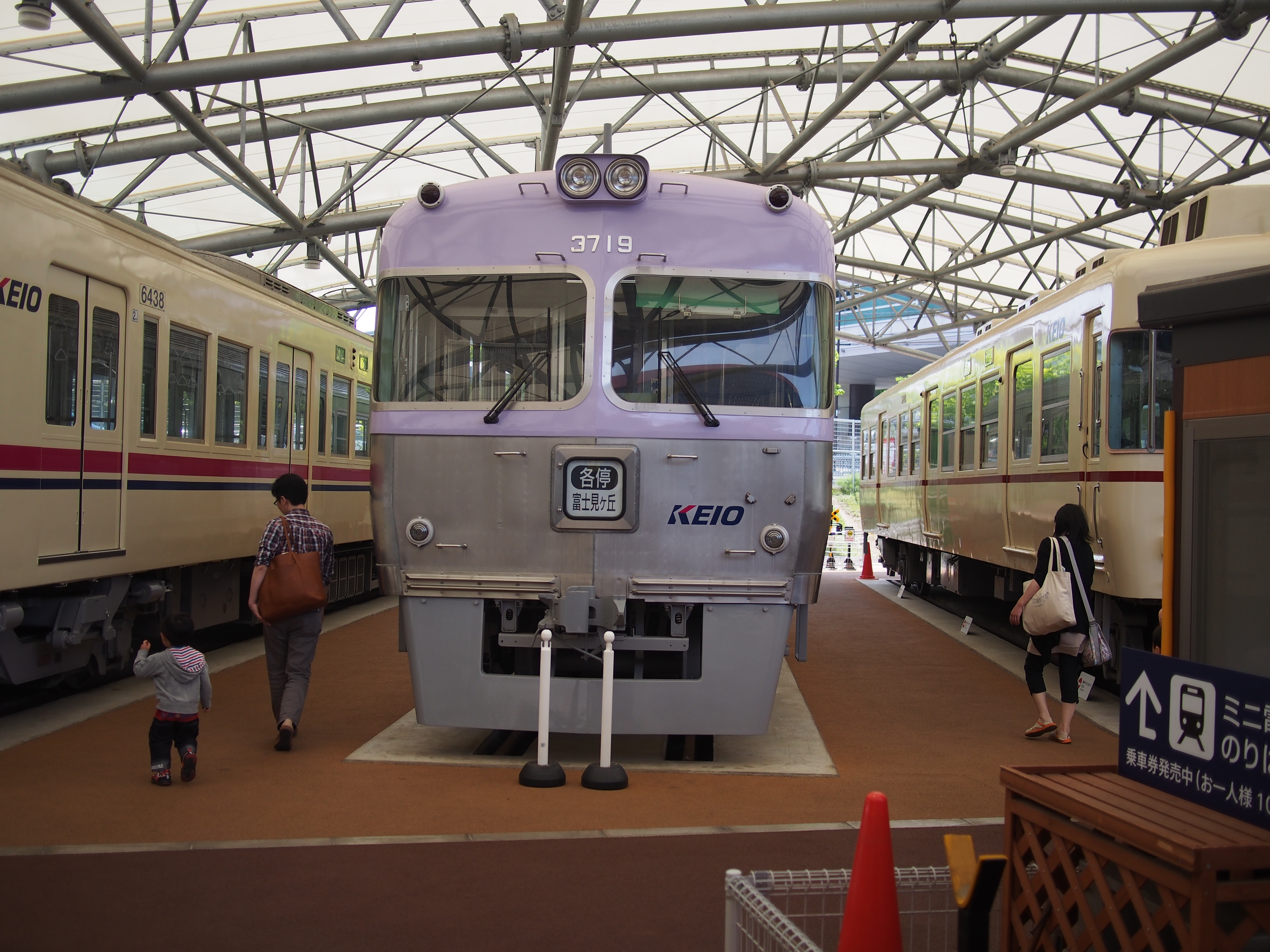
3000系クハ3719
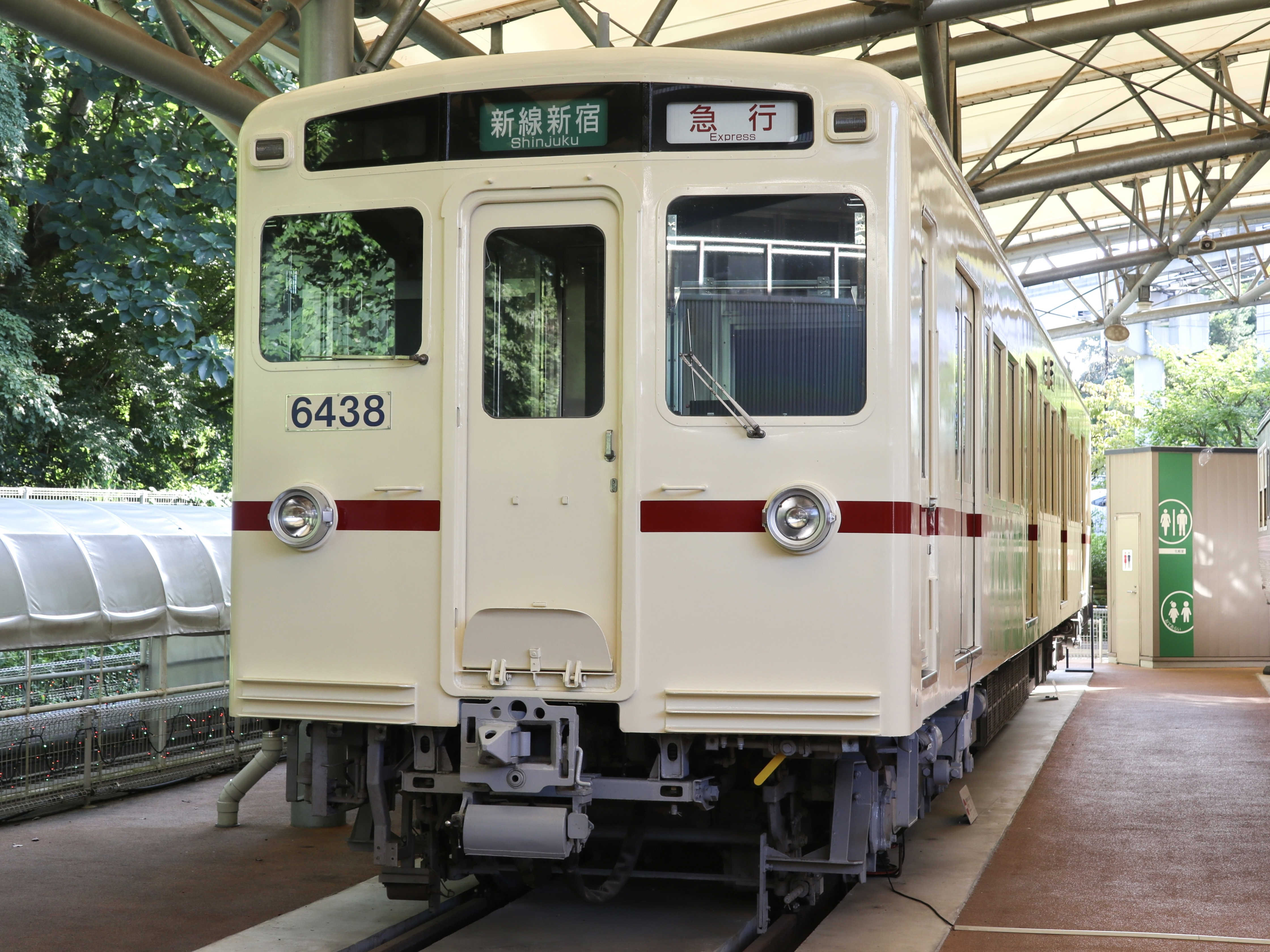
登場時の臙脂色に塗り替えられたデハ6438
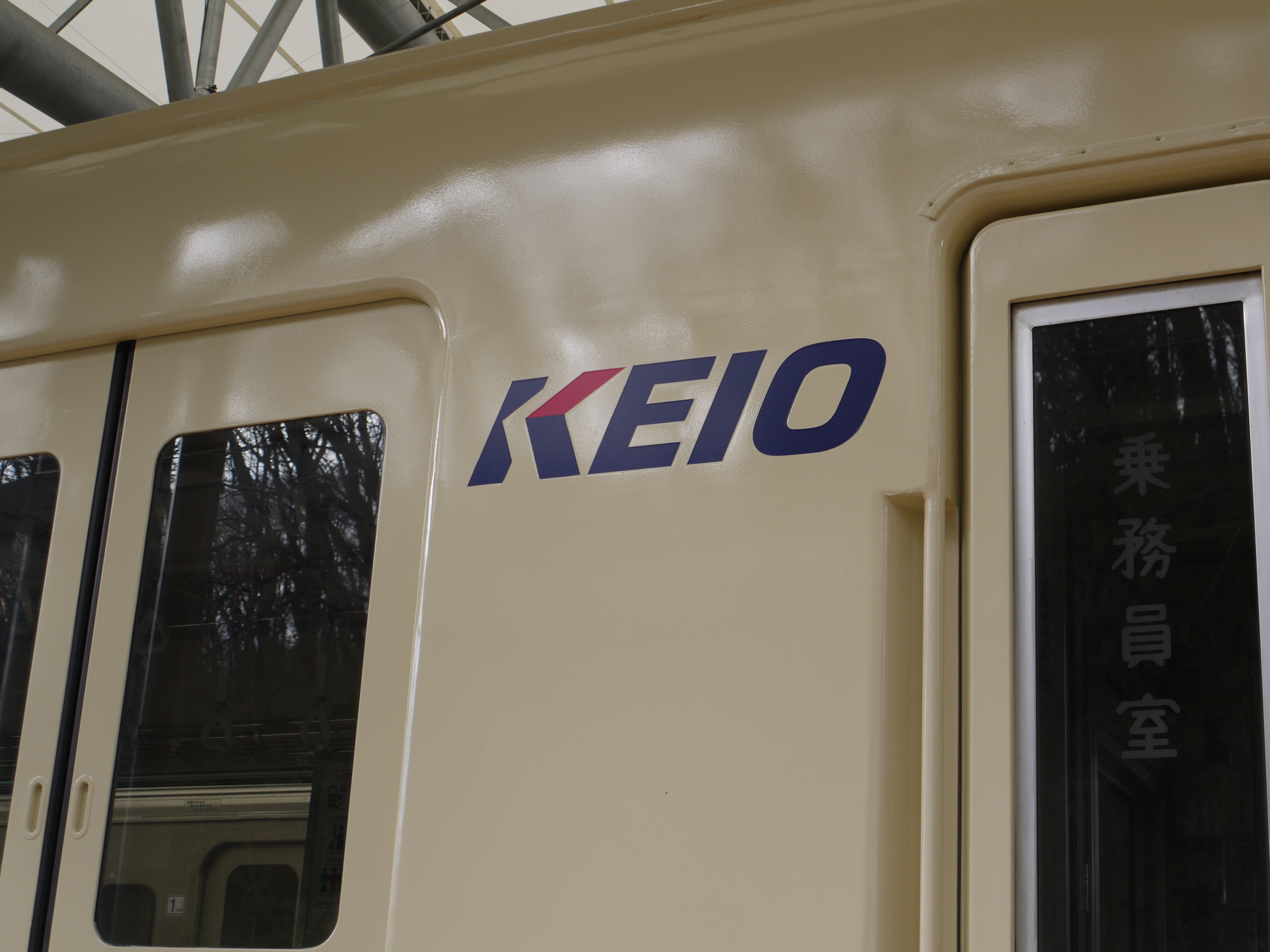
6000系デハ6438のCIロゴ
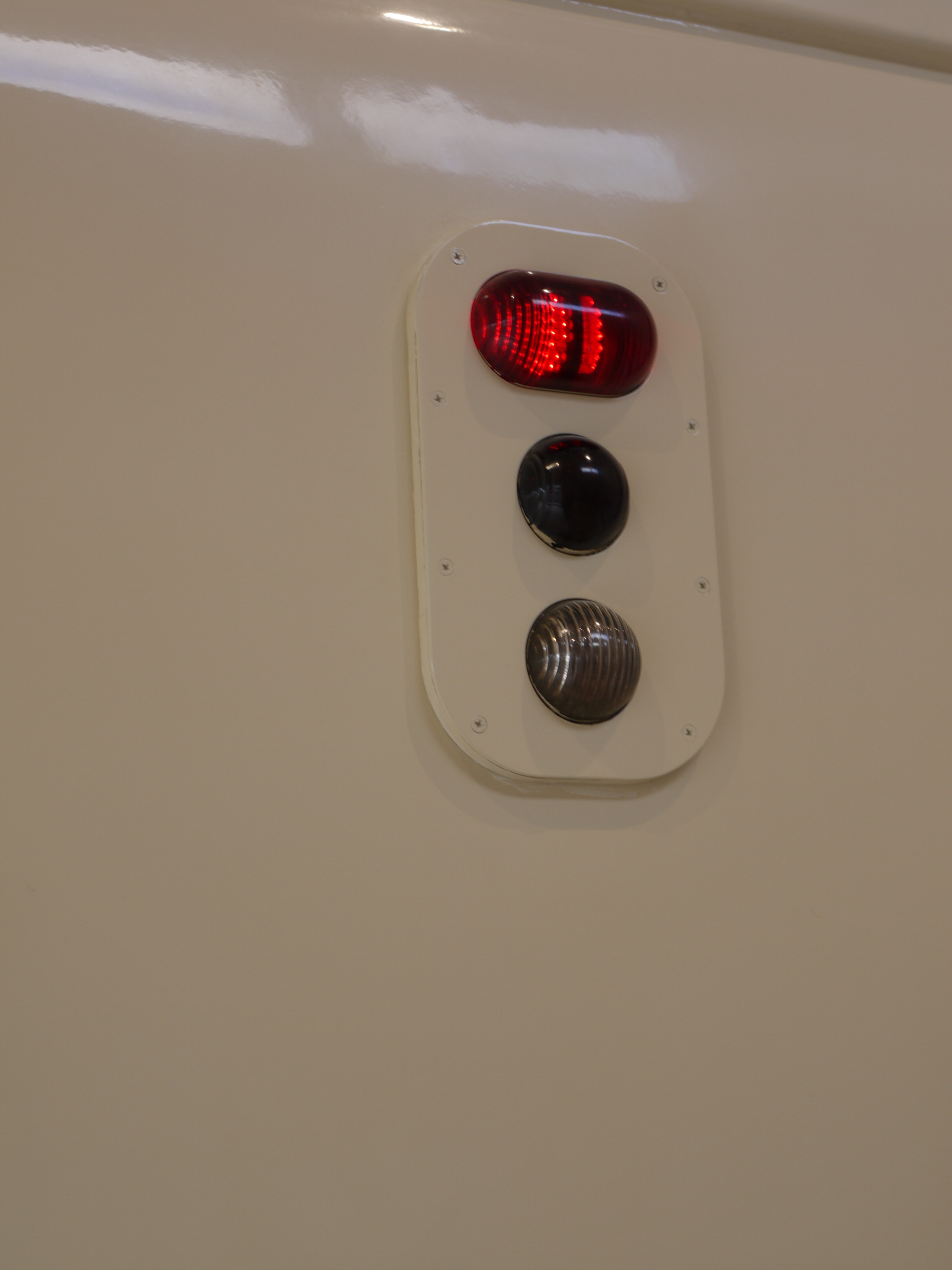
6000系デハ6438の車側灯
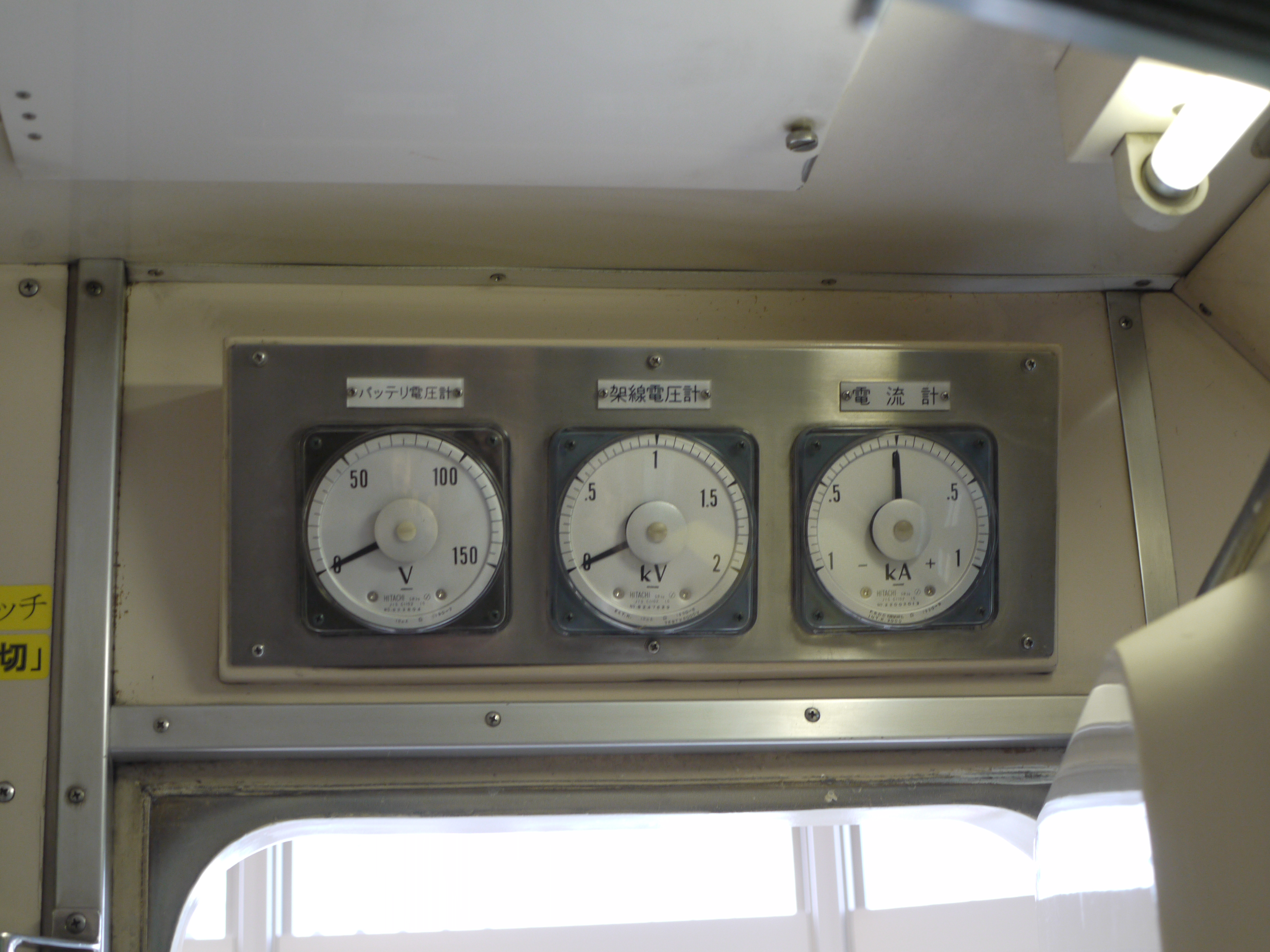
6000系クハ6772の計器類
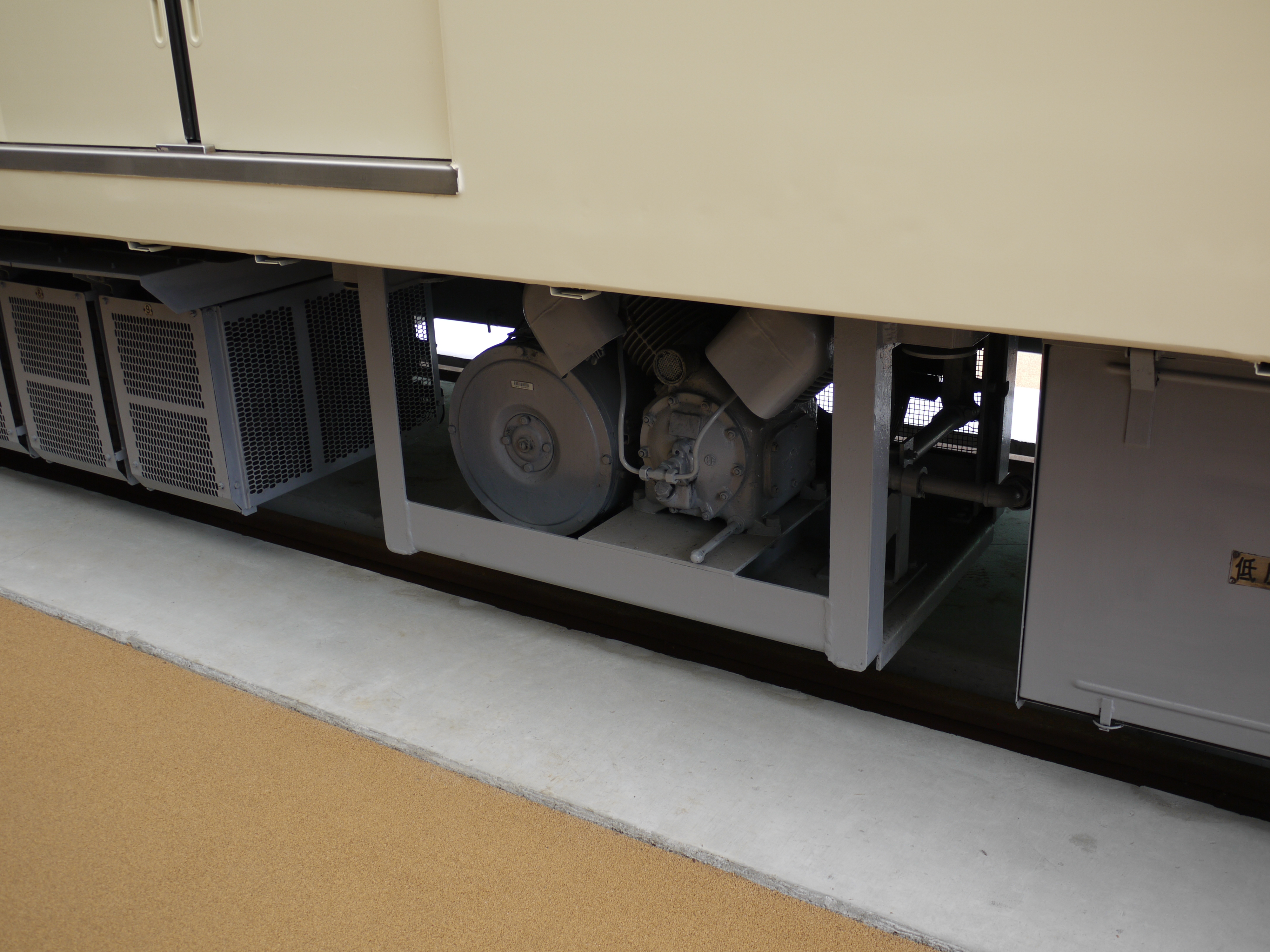
6000系デハ6438のC-1000形コンプレッサ

#### ミニ電車

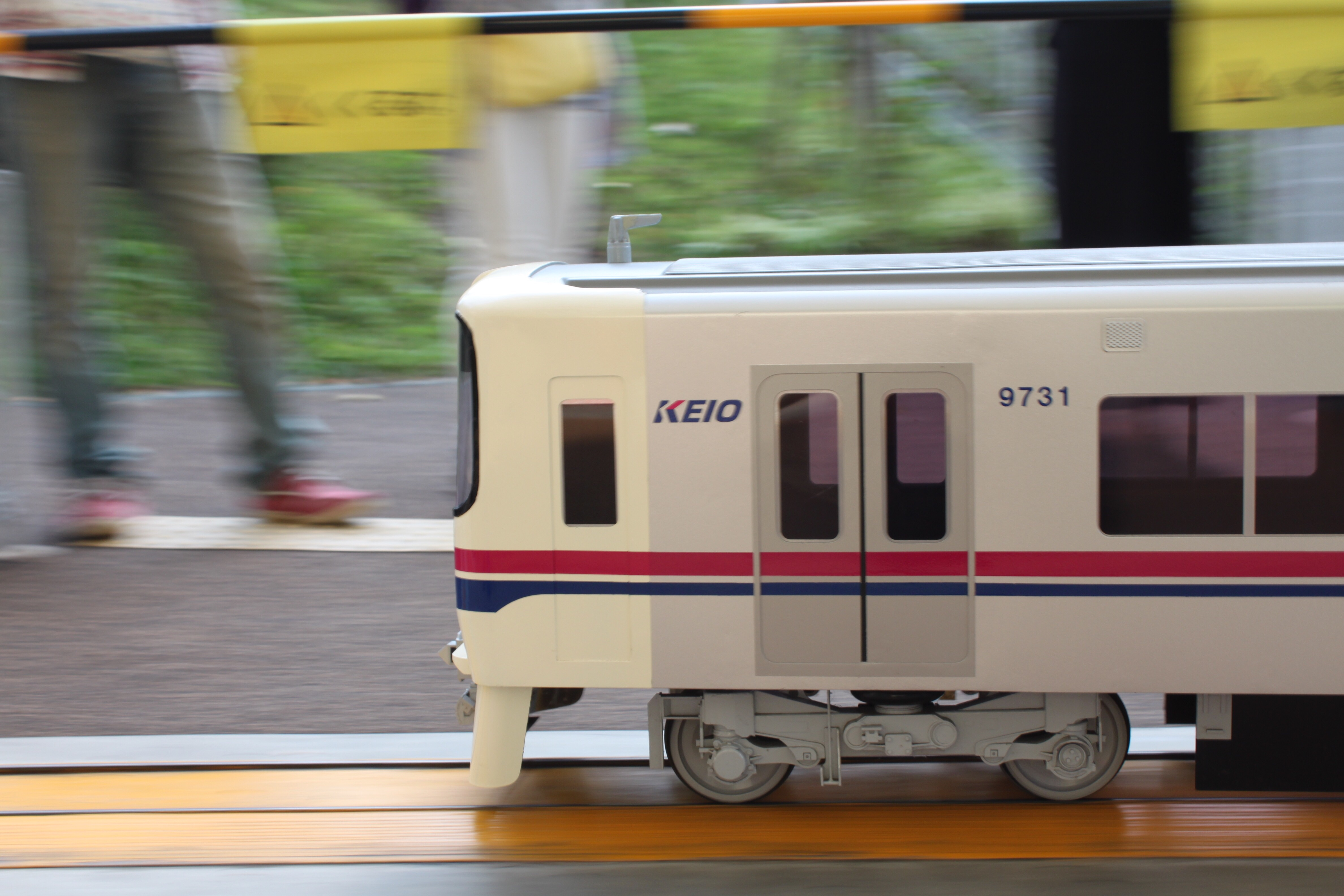
踏切を駆け抜ける9000系のミニ電車
（2015年10月4日撮影）

- 展示場の外周に敷かれた線路に沿って、9000系のミニ電車を走らせている。その後、2代目1000系と2代目5000系も加わった。
- 有料で乗車することができる。入場料とは別料金で、1乗車100円。
- ミニ電車は正午から約1時間は運休（メンテナンスと昼休みのため）。車両に屋根はないため雨天時も運休となる。

### アネックス

#### カットボディ展示
- 京王7000系 - 廃車となった7706号車の前頭部。
- 京王8000系 - 車体修理工事で8809（→8559）号車から切断された元先頭車の運転台部分。
- 運転台のハンドルや計器類を自由に触ることができる。

#### 謎解きゲーム
- 京王レールロボ「ケイオージャー」と謎解きゲームに挑戦するクイズコーナー。
- 入場料とは別料金。初級・中級：300円、上級：500円。クリアすると景品がもらえる。

#### ミュージアムショップ
- アネックス開館に伴い、本館から移転した。

### 書籍
- 『京王電鉄のひみつ』PHP研究所、2012年。ISBN 9784569807157。

### 雑誌記事
- 『鉄道ピクトリアル』通巻660号「新車年鑑1998年版」（1998年10月・電気車研究会）
  - 藤井 信夫、大幡 哲海、岸上 明彦「各社別車両情勢」 pp. 83-100
- 『鉄道ピクトリアル』通巻578号「特集 京王帝都電鉄」（1993年7月・電気車研究会）
  - 藤田吾朗「京王帝都の廃車体あれこれ」 pp. 82-83
- 『鉄道ピクトリアル』通巻734号「特集 京王電鉄」（2003年7月・電気車研究会）
  - 鈴木 紘一「京王電鉄の事業を語る」 pp. 17-22
  - 「京王電鉄 現有車両プロフィール」 pp. 212-239
- 『鉄道ファン』通巻633号「細矢運転士が語る…京王れーるランドの車両たち」（2013年11月・交友社）
  - 伊藤 久巳「京王れーるランドの車両たち」 pp. 72-75